# Конфликт в Читтагонгском горном районе
Конфликт в Читтагонгском горном районе (англ. Chittagong Hill Tracts Conflict) — политический и вооружённый конфликт, который происходил в Бангладеш в Читтагонгском горном районе в два этапа:
- Первая фаза имела место с 1977 по 1997 год между правительством Бангладеш и Парбатья Чаттаграм Джана Самхати Самити (Объединенная народная партия Читтагонгского горного района) и её вооружённым крылом, Шанти Бахини, по вопросу автономии и земельных прав народа джумма, в основном для народа чакма и других коренных народов Читтагонгского горного района. Шанти-бахини начала мятеж против правительственных войск в 1977 году, когда страна находилась под военным правлением, и конфликт продолжался в течение двадцати лет, пока правительство и PCJSS не подписали Мирное соглашение Читтагонгского горного района в 1997 году.
- Вторая фаза началась в 2022 году с Национального фронта куки-чин под руководством Натана Бома, который хотел создать отдельное государство для этнических групп куки-чин в округах Бандарбан и Рангамати, и продолжается по настоящее время.

## Предпосылки
Британцы аннексировала местностью в 1860 году, создав там административную зону под названием Читтагонский горный район (англ. Chittagong Hill Tracts Conflict). В 1900 году правительство Британской Индии выпустило постановление, согласно которому коренные народы должны оберегаться от эксплуатации, а местные традиционные институты, такие как власть вождей, правовые обычаи и общая собственность на землю должны быть сохранены. В 1947 Индия была поделена и Читтагонский район вошёл в состав Восточного Пакистана в качестве внутреннего района портового города Читтагонг. Пакистанское правительство неоднократно вносило поправки в закон 1900 года.
До начала XX века в этом регионе жили в основном горные племена (чакма и другие). Согласно переписи 1901 года, здесь не было городов, а 211 деревень имели население менее 500 человек, лишь в одной из деревень население достигало 2 тысяч; всего тогда было переписано 124 762 человека, из которых 83 тысячи были буддистами, 36 тысяч — индуистами и 5 тысяч — мусульманами.

## Период Восточного Пакистана
Согласно конституции Пакистана Читтагонгский горный район считался племенной областью. Правительство страны поддерживало переселение бенгальцев в этот регион. Это было связано, в первую очередь, со строительством плотины Каптай. Строительство ГЭС финансировалось США, она была построена на реке Карнафули в Рангамати. Десятки и сотни тысяч людей из районов, затопляемых в результате строительства ГЭС были вынуждены переселиться в Читтагонгский горный район. Даже сегодня, тысячи беженцев продолжают жить в Индии как «лица без гражданства».

## Период Бангладеш
Во время конституционных дебатов Муджибур Рахман, отец нации и тогдашний премьер-министр страны, подчеркнул исключительное первенство бенгальской культуры и языка в новом государстве. Бангладеш был провозглашен унитарным государством. В конституции также было прописано, что граждане Бангладеш являются бенгальцами. Манабендра Нараян Ларма, единственный представитель от Читтагонгского горного региона в парламенте, отказался одобрить конституцию, так как она не признавала существование других национальных общин в государстве.
Манабендра Нараян Ларма предложил свой вариант конституции, в которой была бы прописана автономия для племенного региона. Однако этот вариант был отвергнут Шейхом Муджибуром Рахманом, который призвал жителей стать бенгальцами и забыть о своей племенной идентичности. Также Рахман заявил, что превратит племенных жителей в меньшинство в горном регионе, путём переселения бенгальцев.
Бангладеш сам долгое время был жертвой пакистанского национализма, что в итоге привело к кровопролитной народно-освободительной борьбе. Как это ни парадоксально, но руководство Бангладеш само начало проводить политику национализма по отношению к национальным меньшинствам страны.
Манабендра Нараян Ларма отклонил вариант конституции в духе бенгальского национализма. Тот факт, что государство не признало существование отдельной этнической группы на востоке страны, а также политическая и экономическая маргинализация жителей этой области привели к тому, что Ларма сформировал политическую партию Parbatya Chattagram Jana Sanghati Samiti в марте 1972 года. Затем было образовано Шанти-бахини, боевое крыло партии. В 1977 году Шанти-бахини атаковали конвой военной техники Бангладеш, заманив их в засаду. После этой успешной вылазки повстанцев, бангладешские военные начали операции против Шанти-бахини. Таким образом, возможность для размещения бенгальского населения в этом районе и их мирное сосуществование с племенными жителями была потеряна. Началась партизанская война которая длилась 20 лет. В 1997 году было подписано мирное соглашение, правительство Бангладеш согласилось предоставить жителям Читтагонгского горного региона особый статус в государстве. В Бангладеш было создано особенное Министерство по делам племён, которое регулирует мирное взаимоотношение между племенной областью и Даккой.